# Бурна ноћ
Бурна ноћ је југословенски филм из 1970. године. Режирао га је Вук Бабић, а сценарио је писао Јон Лука Карађале.

## Улоге
| Глумац                | Улога |
| --------------------- | ----- |
| Драгољуб Милосављевић |       |
| Зоран Радмиловић      |       |
| Зоран Ратковић        |       |
| Јелисавета Саблић     |       |
| Гојко Шантић          |       |
| Никола Симић          |       |
| Ружица Сокић          |       |